# 이지은 (1994년)
이지은(1994년 ~ )은 슈퍼스타K 2016에서 준우승을 한 가수다.

## 방송
- 2016년 Mnet 《슈퍼스타K 2016》

## 음반
- 2016년 《슈퍼스타K 2016 #5》 (with 김영근, 조민욱, 박태민)
- 2016년 《슈퍼스타K 2016 #8》 (with 박혜원)
- 2016년 《슈퍼스타K 2016 TOP10》 (with 동우석, 유다빈, 코로나, 진원, 김영근, 박혜원, 이세라, 김예성)
- 2016년 《슈퍼스타K 2016 TOP7》 (with 박혜원, 이세라, 김영근)
- 2016년 《슈퍼스타K 2016 TOP4》 (with 조민욱)
- 2018년 《이별일기》 (with 드림세션)
- 2021년 《포텐독 OST Part.1》
- 2021년 《유화 (Numbed)》